# 原爆被爆者有福温泉療養研究所
原爆被爆者有福温泉療養研究所（げんばくひばくしゃありふくおんせんりょうようけんきゅうしょ）は、かって広島原爆障害対策協議会が設置していた被爆者向けの宿泊施設。島根県江津市の有福温泉に立地していた。正式名称は原爆被爆者有福温泉療養研究所「有福温泉荘」で有福温泉荘とも呼ばれていた。

## 概要
原子爆弾被爆者の療養の場として、1967年に広島原爆障害対策協議会が開設。
客室20室や大浴場を備え、46年間で83万7千人が利用した。利用者は1993年度の2万2,800人をピークに、高齢化などで2012年度は7,750人まで減少。
被爆者の高齢化による利用者減少や施設の老朽化などから2013年12月26日に閉所した。2011年5月に大分県別府市にあった原子爆弾被爆者別府温泉療養研究所が閉所されており、広島･長崎県外で唯一残る被爆者向け温泉療養施設だった。
跡地の利用として、広島県の社会福祉法人が特別養護老人ホーム（30床）と併設する形で新たな被爆者宿泊施設（30室）の建設を予定していたが特別養護老人ホームの選定に漏れたことから白紙となっている。